# Kurt Krenn
Kurt Krenn (Neustift im Mühlkreis, 28 giugno 1936 – Gerersdorf, 25 gennaio 2014) è stato un vescovo cattolico austriaco.

## Biografia
Kurt Krenn nacque a Rannariedl, nel comune di Neustift im Mühlkreis, Alta Austria, il 28 giugno 1936 ed era il secondo dei sei figli di Karl e Leopoldine Krenn. Il 2 luglio 1936 venne battezzato nella chiesa di Rannariedl. Suo padre, l'insegnante Karl Krenn, morì nella seconda guerra mondiale il 6 agosto 1944. Nel 1945 la famiglia si trasferì a Oberkappel.

### Formazione e ministero sacerdotale
Dal 1945 al 1947 frequentò la scuola elementare di Oberkappel e dal 1947 al 1954 studiò al Realgymnasium dell'abbazia di Schlierbach. Nel 1954 entrò nel seminario di Linz. Dal 1955 al 1965 studiò filosofia e teologia alla Pontificia Università Gregoriana e diritto canonico alla Pontificia Università Lateranense.
Il 7 ottobre 1962 fu ordinato presbitero per la diocesi di Linz nella chiesa di Sant'Ignazio di Loyola in Campo Marzio a Roma e successivamente operò nella parrocchia di Capena, vicino a Roma. Compì ulteriori studi all'Università di Tubinga dal 1965 al 1966 e all'Università Ludwig Maximilian di Monaco dal 1966 al 1967. Dal 1966 al 1970 lavorò come assistente del professor Wilhelm Keilbach presso la facoltà teologica dell'Università Ludwig Maximilian di Monaco. Dal 1970 al 1975 fu professore di filosofia all'Università Privata Cattolica di Linz. Nel 1975 venne nominato professore ordinario di teologia sistematica presso la Facoltà teologica cattolica dell'Università di Ratisbona.

### Ministero episcopale
Il 3 marzo 1987 papa Giovanni Paolo II lo nominò vescovo ausiliare di Vienna e titolare di Aulona. Ricevette l'ordinazione episcopale il 26 aprile successivo dall'arcivescovo metropolita di Vienna Hans Hermann Groër, coconsacranti il vescovo di Linz Maximilian Aichern e l'amministratore apostolico di Leopoli Marian Jaworski. Anche prima delle sue prime dichiarazioni pubbliche ci furono proteste contro la sua nomina che crebbero nel contesto della sua ordinazione episcopale e portarono alla fondazione della rivista critica Kirche intern führten. Fu vicario episcopale per l'arte, la cultura e la scienza. Espresse sostegno al culto di Andrea Oxner da Rinn che secondo dati non provati storicamente fu uno dei martiri cristiani uccisi dagli ebrei durante il Medioevo e venerato come beato dal 1755 al 1994.
L'11 luglio 1991 papa Giovanni Paolo II lo nominò vescovo di Sankt Pölten. Prese possesso della diocesi il 15 settembre successivo. Fu presidente della commissione delle finanze e delegato per lo sport della Conferenza episcopale austriaca. Inoltre, fu un gradito ospite nei media e spesso apparve in talk show e tavole rotonde di stazioni televisive tedesche e austriache. Supervisionò una colonna del quotidiano austriaco Kronen Zeitung con lo pseudonimo di Christianus. In quelle sedi mise in guardia contro l'"Islamizzazione dell'Europa", dichiarò che la ragione è "non il lignaggio di quella religione" e che "il terrorismo ha sempre qualcosa a che fare con l'Islam". Allo stesso modo, con veemenza condannò l'aborto e il divorzio. Parlò positivamente di Jörg Haider, l'ex presidente del Partito della Libertà Austriaco. Rifiutò le richieste del gruppo progressista Kirchenvolks-Begehren che valutò "semplicemente non cattoliche". Inoltre si disse contrario all'ammissione delle ragazze tra i ministranti. Nel 1995 nella sua diocesi istituì la comunità di San Giuseppe e chiamò in diocesi i Servi di Gesù e Maria e i membri dell'Opus Sanctorum Angelorum, un movimento spirituale fondato dal mistico Gabriele Bitterlich che tra le altre cose promuove "l'adorazione dei santi angeli nella Chiesa".
Nell'autunno del 2003 scoppiò uno scandalo nel seminario diocesi di Sankt Pölten. Diversi sacerdoti vennero accusati di aver scaricato dal web materiale pedopornografico. Inoltre, ci furono voci di relazioni omosessuali in seminario, successivamente confermate. A causa dello scandalo e della reazione controversa di monsignor Krenn, che descrisse gli eventi del seminario come "stupide ragazzate", la Santa Sede nominò monsignor Klaus Küng, vescovo di Feldkirch, visitatore apostolico con il compito di compiere delle indagini. L'11 agosto 2014 il seminario venne temporaneamente chiuso con decreto di monsignor Krenn e "in accordo con il visitatore apostolico e la Congregazione per l'educazione cattolica".
Il 29 settembre 2004 papa Giovanni Paolo II accettò la sua rinuncia al governo pastorale della diocesi. Gli succedette monsignor Klaus Küng.
Dopo le sue dimissioni, si ritirò dalla vita pubblica anche a causa di problemi di salute. Morì nell'infermeria del monastero dei servi dell'Immacolata a Gerersdorf, vicino a Sankt Pölten, dove era stato curato negli ultimi anni, il 25 gennaio 2014 dopo una lunga malattia. È sepolto nella tomba dei vescovi nel duomo di Sankt Pölten.

## Opere
- Vermittlung und Differenz? Vom Sinn des Seins in der Befindlichkeit der Partizipation beim hl. Thomas von Aquin. Analecta Gregoriana (Cura Pontificae Universitatis Gregorianae edita), Vol. 121. Series Facultatis Philosophicae: sectio B, n.10, Libreria Editrice dell'Università Gregoriana, Roma 1962
- Die wirkliche Wirklichkeit Gottes: Gott in der Sprache heutiger Probleme (Abhandlungen zur Philosophie, Psychologie, Soziologie der Religion und Ökumenik, Neue Folge, Bd. 30), Schöningh, Munheno/Paderborn/Vieno 1974, ISBN 3-506-70180-0
- Die scholastische Methode als anthropologische Austragung der Wahrheit. In Theologie und Glaube, 64 (1974), pp. 411 ss., e 65 (1975), pp. 99 ss.
- Das „Systematische“ in der Theologie. In Theologie und Glaube, 66 (1976), pp. 300 ss.
- Katholizismus und die Philosophie des deutschen Idealismus. In Albrecht Langner (ed.), Katholizismus und philosophische Strömungen in Deutschland (Tagungsband [Okt. 1981] des Arbeitskreis „Deutscher Katholizismus im 19. und 20. Jahrhundert“), Schöningh, Paderborn 1982, ISBN 3-506707388
- Das Verhältnis von instrumenteller und wesentlicher Vernunft als das Problem der Metaphysik in der Theologie. Ein Beitrag zum Studium der Philosophie im Theologiestudium. In Forum Katholische Theologie, 1 (1985), pp. 264–285
- Gemeinsamkeit der Würde – Verschiedenheit des Dienstes. Zur theologischen Rationalität des Unterschiedes von Priester und Laie. In J. Liminski et al., Die Stunde des Laien. Laie und Priester 20 Jahre nach dem Konzil. St. Ottilien 1987, pp. 107–145
- Das Prinzip Person in Kirche und Hierarchie. Festvortrag für Bischof Josef Stimpfle am 29. Oktober 1988 in Augsburg. In Forum Katholische Theologie, 5 (1989), pp. 51–65
- Glaube und Kirche heute. Zeitung "Der 13.", Kleinzell 1989
- Zur Situation heutiger Theologie angesichts einer Neuevangelisierung Europas. Zeitung "Der 13.", Kleinzell 1989
- Des Menschen Gotteserkenntnis und Gotteserfahrung als theologisches Paradigma Mariens. In Anna Coreth, Ildefons Fŭ (ed.), Servitium Pietatis. Festschrift für Hans Hermann Kardinal Groer zum 70. Geburtstag. Salterrae, Maria Roggendorf 1989, pp. 68–88
- Con Erwin Möde: Priesterausbildung und Tiefenpsychologie (Ed. Psychosymbolik), München 1990, ISBN 3-925350-32-2
- Gottes Abbild im Nichts? In U. Zöller (ed.), Die Zukunft unseres Lebens. Antworten auf den Tod. Aschaffenburg 1991, pp. 86–90
- Der theologische Begriff der Schuld. In Hans Walther Kaluza (ed.), Glaube und Politik. Festschrift für Robert Prantner. Duncker & Humblot, Berlino 1991, pp. 41–52
- "Wer sie hört, hört Christus, und wer sie verachtet, verachtet Christus und ihn, der Christus gesandt hat". Gedanken zu Weihe und Amt des Bischofs. In Eugen Kleindienst, Georg Schmuttermayr (ed.), Kirche im Kommen. Festschrift für Bischof Josef Stimpfle. Propyläen, Berlino 1991, pp. 531–552
- Worte auf dem Weg. Gedanken eines Hirten der Kirche. Zusammengestellt und herausgegeben von Werner Schmid. St. Josef, Kleinhain 1999 (2ª ediz.), ISBN 3-901853049

## Genealogia episcopale e successione apostolica
La genealogia episcopale è:
- Cardinale Scipione Rebiba
- Cardinale Giulio Antonio Santori
- Cardinale Girolamo Bernerio, O.P.
- Arcivescovo Galeazzo Sanvitale
- Cardinale Ludovico Ludovisi
- Cardinale Luigi Caetani
- Cardinale Ulderico Carpegna
- Cardinale Paluzzo Paluzzi Altieri degli Albertoni
- Papa Benedetto XIII
- Papa Benedetto XIV
- Papa Clemente XIII
- Cardinale Bernardino Giraud
- Cardinale Alessandro Mattei
- Cardinale Pietro Francesco Galleffi
- Cardinale Giacomo Filippo Fransoni
- Cardinale Carlo Sacconi
- Cardinale Edward Henry Howard
- Cardinale Mariano Rampolla del Tindaro
- Cardinale Rafael Merry del Val
- Cardinale Raffaele Scapinelli di Leguigno
- Cardinale Friedrich Gustav Piffl
- Vescovo Michael Memelauer
- Cardinale Franz König
- Cardinale Hans Hermann Groër, O.S.B.
- Vescovo Kurt Krenn

La successione apostolica è:
- Vescovo Heinrich Fasching (1993)